# Buhta Terpenija
Die Buhta Terpenija (englische Transkription von russisch Бухта Терпения Buchta Terpenija, deutsch ‚Geduldsbucht‘) ist eine  Nebenbucht der Alaschejewbucht an der Küste des ostantarktischen Enderbylands. Sie liegt unmittelbar nördlich der russischen Molodjoschnaja-Station in den Thala Hills.
Russische Wissenschaftler benannten sie. Der weitere Benennungshintergrund ist nicht überliefert.